# Weimarer Pitaval: Der Fall Wandt
Der Fall Wandt ist ein Kriminalfilm der Reihe Fernsehpitaval des Deutschen Fernsehfunks von Wolfgang Luderer aus dem Jahr 1959.

## Handlung
Heinrich Wandt wird 1915 an die Westfront nach Gent abkommandiert. Dort führt er über seine Erlebnisse ein Tagebuch, in dem er realistisch die dramatischen Zustände in der belgischen Etappe niederschreibt. Aus diesen Unterlagen entsteht das 1920 veröffentlichte Buch „Etappe Gent“.
Eine der darin beschriebenen Geschichten ist die des Feldwebels Niederländer. Dieser bekommt Heimaturlaub und da er knapp an der Zeit ist, rennt er im Laufschritt zu seinem Zug, um diesen noch zu bekommen. An der Tür eines Bordells, aus dem gerade mehrere anscheinend betrunkene Offiziere treten, verlangsamt er seinen Schritt, grüßt ordnungsgemäß und rennt weiter. Einem der Offiziere ist die Grußerweisung nicht ehrenvoll genug und er ruft den Feldwebel zurück, damit dieser den Gruß wiederholt. Niederländer weist darauf hin, dass er seinen Zug verpasst, der Offizier greift ihn körperlich an und bekommt eine Ohrfeige zurück. Dieser Fall landet vor dem Kriegsgericht und Niederländer wird degradiert und zum Tode verurteilt.
Diese und andere niedergeschriebene Erlebnisse sind bestimmten Kreisen in der Weimarer Republik ein Dorn im Auge. Da Wandt in den Aufzeichnungen stets die richtigen Namen nennt, wird ihm vor einem Amtsgericht wegen Beleidigung hoher Offiziere der Prozess gemacht, was allerdings nicht bewiesen werden kann. Trotzdem bekommt er als Strafe ein halbes Jahr Gefängnis, was bestimmten Kräften zu wenig erscheint, die deshalb ein neues Verfahren forcieren, welches sie 1923 bekommen. Die erste Verhandlung muss aber aus Mangel an Beweisen vertagt werden. Nun kommen aber ein Oberst und der den Fall bearbeitende Polizeikommissar auf die Idee, einen Beweis zu konstruieren.
Sie spielen dem gutgläubigen Mitarbeiter des Reichsarchivs Max Ziehe eine Akte zu, die dieser dem Schriftsteller Heinrich Wandt überbringt, mit der Begründung, es wären interessante Informationen für seine Arbeit enthalten. Nach der Durchsicht der Unterlagen bestellt Wandt den Überbringer wieder zu sich, um sie ihm wieder zurückzugeben, denn er kann die darin enthaltenen Informationen nicht verwerten. In diesem Augenblick klingelt es an der Wohnungstür und die Kriminalpolizei führt eine Wohnungsdurchsuchung durch. Hierbei wird die Akte gefunden, die die Grundlage für eine Verurteilung wegen Hehlerei sein soll, denn diese hätte nicht in seinem Besitz sein dürfen. Doch der Untersuchungsrichter findet keinen Anlass, Wandt weiterhin anzuklagen und hebt den Haftbefehl auf.
Das ruft erneut seine Widersacher auf den Plan. Diesmal soll Wandt nach Annahme des Reichsgerichts – er selbst bestreitet es – dem belgischen Schriftsteller Dr. Wullus eine Urkunde übergeben haben, der sie 1921 in einem Buch „Flamenpolitik, Suprême espoir allemand de domination en Belgique“ abgedruckt hat. Jetzt geht es um Landesverrat und der Gerichtssaal wird zur Geheimhaltung verpflichtet. Es geht hier um die Weitergabe von Informationen, die bei einem erneuten Einmarsch deutscher Truppen in Holland, nicht in die Hände des Gegners fallen dürfen. Des Weiteren sollen Namen von Belgiern gefallen sein, die während des Krieges mit den Deutschen zusammen arbeiteten und die man in Zukunft eventuell wieder brauchen könnte. Da der Erste Weltkrieg bereits vor fünf Jahren verloren wurde, kann man eine Konstruktion des Vorwurfs erkennen oder ein erneuter Angriff wird bereits in Erwägung gezogen. Trotzdem wird Heinrich Wandt zu sechs Jahren Zuchthaus und 10 Jahren Ehrverlust verurteilt.

## Produktion
Der Fernsehfilm erschien als 4. Folge der Filmreihe Weimarer Pitaval und wurde am 19. Februar 1959 zum ersten Mal gesendet.
Das Buch wurde von Friedrich Karl Kaul, der auch die verbindenden Texte spricht und Walter Jupé anhand authentischer Gerichtsakten verfasst. Für die Dramaturgie war Aenne Keller verantwortlich.

## Kritik
Erwin Reiche schreibt in der Berliner Zeitung, das der in diesem Film gezeigte erregende Tatsachenkomplex in gradliniger Dramaturgie, mit Einblendung knappster Kommentare Friedrich Karl Kauls, zu einem schaurig lebensnahen Schau- und Hörspiel gebaut wurde. Der Regisseur Wolfgang Luderer gestaltete eine bis ins Letzte klare, optisch und in den Schnitten meisterhafte Inszenierung von sozusagen kalter, sachlicher Leidenschaftlichkeit. Die juristisch-politische Reportage wurde zu einem aufwühlenden realistischem Kunsterlebnis.